# Viteza unei particule
În fizică viteza unei particule este viteza unei particule (reală sau imaginară) într-un mediu de propagare⁠(d), echivalată cu viteza unei unde. Unitatea SI a vitezei particulelor este metrul pe secundă (m/s). În multe cazuri, aceasta este o undă⁠(d) de presiune ca în cazul sunetului, dar poate fi și transversală, ca în cazul vibrației unei coarde întinse.
Când se referă la undele sonore printr-un mediu fluid cum ar fi aerul, viteza particulei ar fi viteza fizică al unui element de fluid, care se mișcă înainte și înapoi în direcția în care se deplasează unda sonoră în momentul trecerii undei.
Viteza particulelor nu trebuie confundată cu viteza undei care trece prin mediu, adică în cazul unei unde sonore viteza particulei nu este aceeași cu viteza sunetului. Unda se mișcă relativ rapid, în timp ce particulele oscilează în jurul poziției lor inițiale cu o viteză relativ mică a lor. De asemenea, viteza particulelor nu trebuie confundată cu viteza moleculelor individuale, care depinde în principal de temperatură și masa moleculară.

## Definiție matematică
Viteza unei particule, notată {\displaystyle \mathbf {v} }, este definită prin
{\displaystyle \mathbf {v} ={\frac {\partial \mathbf {\delta } }{\partial t}}}
unde {\displaystyle \delta } este deplasarea particulei.

## Unde sinusoidale progresive
Deplasarea particulelor într-o undă sinusoidală progresivă este dată de
{\displaystyle \delta (\mathbf {r} ,\,t)=\delta _{\mathrm {m} }\cos(\mathbf {k} \cdot \mathbf {r} -\omega t+\varphi _{\delta ,0}),}
unde {\displaystyle \delta _{\mathrm {m} }} este amplitudinea deplasărilor particulei;
{\displaystyle \varphi _{\delta ,0}} este defazajul deplasărilor particulei;
{\displaystyle \mathbf {k} } este numărul de undă⁠(d) unghiular;
{\displaystyle \omega } este frecvența unghiulară.
Rezultă că viteza particulelor și presiunea sunetului de-a lungul direcției de propagare a undei sonore x sunt date de
{\displaystyle v(\mathbf {r} ,\,t)={\frac {\partial \delta (\mathbf {r} ,\,t)}{\partial t}}=\omega \delta \cos \!\left(\mathbf {k} \cdot \mathbf {r} -\omega t+\varphi _{\delta ,0}+{\frac {\pi }{2}}\right)=v_{\mathrm {m} }\cos(\mathbf {k} \cdot \mathbf {r} -\omega t+\varphi _{v,0}),}
{\displaystyle p(\mathbf {r} ,\,t)=-\rho c^{2}{\frac {\partial \delta (\mathbf {r} ,\,t)}{\partial x}}=\rho c^{2}k_{x}\delta \cos \!\left(\mathbf {k} \cdot \mathbf {r} -\omega t+\varphi _{\delta ,0}+{\frac {\pi }{2}}\right)=p_{\mathrm {m} }\cos(\mathbf {k} \cdot \mathbf {r} -\omega t+\varphi _{p,0}),}
unde {\displaystyle v_{\mathrm {m} }} este amplitudinea vitezei particulei;
{\displaystyle \varphi _{v,0}} este defazajul vitezei particulei;
{\displaystyle p_{\mathrm {m} }} este amplitudinea presiunii acustice;
{\displaystyle \varphi _{p,0}} este defazajul presiunii acustice.
Transformările Laplace ale {\displaystyle v} și {\displaystyle p} în raport cu timpul dau
{\displaystyle {\hat {v}}(\mathbf {r} ,\,s)=v_{\mathrm {m} }{\frac {s\cos \varphi _{v,0}-\omega \sin \varphi _{v,0}}{s^{2}+\omega ^{2}}},}
{\displaystyle {\hat {p}}(\mathbf {r} ,\,s)=p_{\mathrm {m} }{\frac {s\cos \varphi _{p,0}-\omega \sin \varphi _{p,0}}{s^{2}+\omega ^{2}}}.}
Deoarece {\displaystyle \varphi _{v,0}=\varphi _{p,0}}, amplitudinea impedanței acustice specifice este
{\displaystyle z_{\mathrm {m} }(\mathbf {r} ,\,s)=|z(\mathbf {r} ,\,s)|=\left|{\frac {{\hat {p}}(\mathbf {r} ,\,s)}{{\hat {v}}(\mathbf {r} ,\,s)}}\right|={\frac {p_{\mathrm {m} }}{v_{\mathrm {m} }}}={\frac {\rho c^{2}k_{x}}{\omega }}.}
În consecință, amplitudinea vitezei particulelor este legată de cele ale deplasării particulelor și de presiunea sonoră prin
{\displaystyle v_{\mathrm {m} }=\omega \delta _{\mathrm {m} },}
{\displaystyle v_{\mathrm {m} }={\frac {p_{\mathrm {m} }}{z_{\mathrm {m} }(\mathbf {r} ,\,s)}}.}